# Partito Comunista (Svizzera)
Il Partito Comunista (Svizzera) è l'evoluzione del Partito del Lavoro (PdL) del Canton Ticino che nel 2007 decise di modificare il proprio nome in Partito Comunista. Nel 2013 il Partito del Lavoro del Grigioni italiano confluisce nel PC. Nel corso del 2014 il PC assume una posizione di autonomia sul piano nazionale e viene poi espulso dal Partito Svizzero del Lavoro (PSdL), da allora organizza anche gruppi in altri cantoni svizzeri.
La sede del partito è situata nel quartiere di Solduno, a Locarno. La sua presenza sul territorio è garantita dalle sezioni regionali che fanno capo al Comitato Centrale composto da 20 membri e retto dal segretario politico del Partito. Tale ruolo viene ricoperto da Massimiliano Arif Ay, in carica dal XX Congresso tenutosi a Bellinzona il 7 giugno 2009.

## Storia
Il PC nasce con il nome di Partito Operaio e Contadino Ticinese nell'agosto 1944 e nel 1963 prende il nome di Partito del Lavoro (PdL). Nell'ottobre 1944 aderisce al PSdL su scala nazionale, collaborazione che cesserà nel 2014, quando il PC viene espulso dal PSdL. Il fondatore del Partito, Pietro Monetti, è ricordato dalla tessera 2016 del PC.
Dopo il crollo del socialismo reale, l'evoluzione del Partito si registra in maniera negativa fino ai primi anni del XXI secolo, i quali offrono ai comunisti ticinesi le premesse per rilanciare il partito, partendo dai giovani e ritornando a una prassi politica più coerente con le tesi marxiste e leniniste.
Il 16 settembre 2007 l'allora sezione ticinese del Partito Svizzero del Lavoro (PSdL) decide di cambiare il nome in Partito Comunista. Il PSdL - non senza mugugni da parte soprattutto delle sezioni della Svizzera francese - accetta la decisione del Congresso ticinese. Le differenze fra il PC e il PSdL si basano essenzialmente sulle relazioni con il Partito della Sinistra Europea di cui il PSdL è membro fondatore e sull'approccio considerato ambiguo della Direzione nazionale del PSdL nei confronti dell'adesione della Svizzera all'Unione europea, che il PC considera "imperialista" e "irriformabile". Il PC assume anche altre posizioni politiche diverse da quelle del PSdL: ad esempio si esprime contro la balcanizzazione degli stati nazionali; si dichiara favorevole al superamento della coscrizione obbligatoria per un esercito di milizia volontaria; sostiene la necessità per la Svizzera di rilanciare attraverso l'innovazione e la ricerca l'apparato produttivo nazionale nei settori economici ad alto valore aggiunto; sostiene l'apertura della Svizzera alla cooperazione commerciale con i cosiddetti paesi "BRICS".
A livello elettorale il PC collabora con il Partito Socialista Svizzero (socialdemocratico) nei comuni del Canton Ticino e ha collaborato per due legislature nel Gran Consiglio ticinese con il Movimento per il Socialismo (trotzkista), alleanza rotta nel 2019. Il Partito Comunista è presente in una dozzina di Consigli comunali e nel 2015 riesce a eleggere un proprio deputato, Massimiliano Arif Ay, al Gran Consiglio del Canton Ticino. Alle Elezioni Cantonali del 2019 il PC si presenta da solo e riesce a eleggere due deputati al Gran Consiglio del Canton Ticino: oltre al riconfermato Ay viene eletta l'agronoma Lea Ferrari. Sempre con Lea Ferrari, il PC è rappresentato nell'esecutivo municipale di Serravalle.
Il PC è considerato molto vicino non solo al Sindacato Indipendente degli Studenti e Apprendisti (SISA), fondato dallo stesso Ay nel 2003 e da cui provengono numerosi quadri attuali del Partito, ma anche alla Federazione sindacale mondiale (FSM). In particolare nel comitato giuridico di quest'ultima lavora il giurista Edoardo Cappelletti, consigliere comunale di Lugano e membro della Direzione del Partito Comunista.
Sul piano internazionale il PC è stato vicino al Partito dei Comunisti Italiani (PdCI) e oggi intrattiene relazioni con il suo successore: il PCI. L'ex-ministro italiano Oliviero Diliberto ha ricevuto la tessera onoraria del Partito, così come il musicologo e comunista di Milano Luigi Pestalozza. Attualmente il PC è considerato vicino alla linea ideologica del Partito Comunista Portoghese (PCP).

## Movimento giovanile
La sezione giovanile del Partito Comunista è denominata Gioventù Comunista (GC) e vede anch'essa la sua sede a Locarno. Tale movimento nasce nel 2003 con il nome di Giovani Progressisti e nel 2007 segue le orme del partito rinominandosi Gioventù Comunista. Membri del movimento sono tutti gli iscritti al partito con meno di 30 anni, nonché tutti i giovani che intendono abbracciare l'organizzazione senza per forza aderire al Partito. 
La Gioventù Comunista promuove sia lotte di carattere internazionale, in particolar modo contro l'imperialismo, sia di respiro nazionale. In tal senso, spicca l'impegno della GC in ambito anti-militarista, ma anche per i diritti dei giovani lavoratori e degli studenti.
Dal 2025, la Gioventù Comunista è guidata da un coordinamento capitanato da Adam Barbato-Shoufani. Prima di lui avevano diretto l'organizzazione giovanile del PC Luca Frei (2020) Samuel Iembo (2015), Edoardo Cappelletti (2013), Aris Della Fontana (2009), Beat Wyss (2008), Riccardo Mattei (2007) e Rodolfo Pulino (2005).

## Segretari e presidenti
| No. | Nome (nascita–morte)                           | Inizio           | Fine             | Durata               | Note |
| --- | ---------------------------------------------- | ---------------- | ---------------- | -------------------- | --- |
| 1   | Pietro Monetti (1904–1975)                     | 6 agosto 1944    | 28 giugno 1975   | 30 anni e 326 giorni | - Presidente (dall’assemblea costitutiva del 6 agosto 1944) - Segretario politico (dal II congresso del 5 gennaio 1947) - Segretario (dal III congresso del 20 marzo 1949) - Deceduto in carica il 28 giugno 1975 |
| 2   | Silvano Gilardoni (1943–2009)                  | 28 giugno 1975   | 9 giugno 1987    | 11 anni e 346 giorni | - Segretario (subentra a Monetti in qualità di vice-segretario) - Dimissiona il 9 giugno 1987 ma resta negli organi dirigenti - Nel 1992 lascia il partito per aderire al nuovo PS, sezione ticinese del PSS      |
| 3   | Norberto Crivelli (nato nel 1943)              | 9 giugno 1987    | 4 settembre 1994 | 7 anni e 87 giorni   | - Segretario (dal CC del 9 giugno 1987) |
| 4   | Stefano Coreggioli (1949–2014)                 | 4 settembre 1994 | 13 novembre 1997 | 3 anni e 70 giorni   | - Segretario (dal XV congresso del 4 settembre 1994) - Dimissiona il 13 novembre 1997 |
| -   | Norberto Crivelli (nato nel 1943)              | 13 novembre 1997 | 5 aprile 1998    | 0 anni e 143 giorni  | - Segretario ad interim (dal CC del 13 novembre 1997) |
| 5   | Gian Piero Bernasconi (nato nel 1954)          | 5 aprile 1998    | 4 maggio 2002    | 4 anni e 29 giorni   | - Segretario (dal XVI congresso del 5 aprile 1998) |
| 6   | Fausto “Gerri” Beretta-Piccoli (nato nel 1946) | 4 maggio 2002    | 28 maggio 2006   | 4 anni e 24 giorni   | - Presidente (dal XVII congresso del 4 maggio 2002) |
| 7   | Gianluca Bianchi (nato nel 1982)               | 28 maggio 2006   | 25 gennaio 2009  | 2 anni e 242 giorni  | - Presidente (dal XVIII congresso del 28 maggio 2006) - Segretario (dal XIX congresso del 16 settembre 2007) - Dimissiona nel gennaio 2009                                                                        |
| -   | Sonja Crivelli (nata nel 1944)                 | 4 febbraio 2009  | 7 giugno 2009    | 0 anni e 123 giorni  | - Segretaria ad interim (dal CC del 4 febbraio 2009) |
| 8   | Massimiliano “Max” Arif Ay (nato nel 1982)     | 7 giugno 2009    | In carica        | 15 anni e 284 giorni | - Segretario politico (dal XX congresso del 7 giugno 2009) |

## Deputate e deputati al Gran Consiglio del Cantone Ticino
- Pietro Monetti (1947-1951, 1959-1975)
- Bruno Stoppa (1947)
- Silvio Sarina (1949-1951)
- Guido Cavagna (1967-1971, 1975-1979)
- Giuseppe Bosia (1971-1975)
- Marco Ferrazzini (1975-1979)
- Guido Bernasconi (1975-1979)
- Carlo Bosia (1979-1982)
- Anna Maria Nava (1979-1988)
- Fiamma Pelossi (1982-1991)
- Giuseppe “Bill” Arigoni (1988-1991)
- Donatello Poggi (1995-1998)
- Stefano Coreggioli (1998-1999)
- Fausto “Gerri” Beretta-Piccoli (2003-2007)
- Massimiliano “Max” Arif Ay (in carica dal 2015)
- Lea Ferrari (in carica dal 2019)